# Vulcanismo intraplaca

Diagrama mostrando uma secção transversal da litosfera da Terra (a amarelo) com o magma a emergir do mantelo (a vermelho), criando um vulcão intraplaca. A crusta pode mover-se em relação à pluma mantélica, criando um rasto de vulcões.

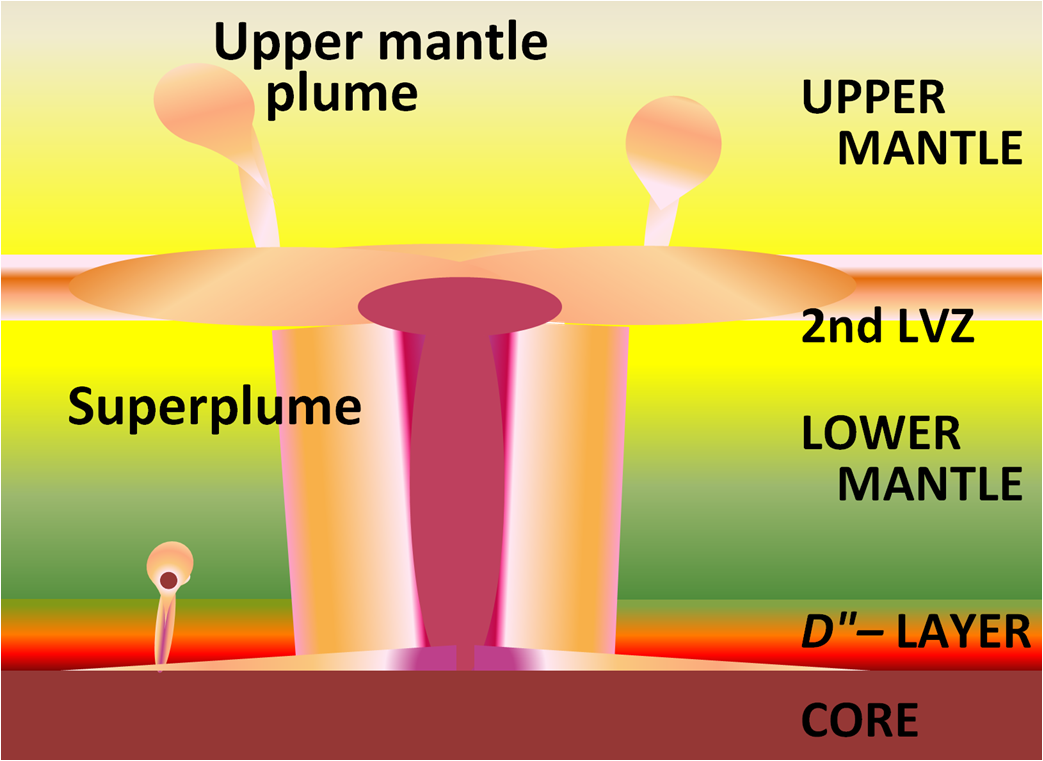
Uma superpluma gerada por processos de arrefecimento no manto terrestre (LVZ=low-velocity zone (zona de baixa velocidade))

Vulcanismo intraplaca é um tipo de vulcanismo que ocorre longe das margens das placas tectónicas, sendo considerado uma manifestação de magmatismo anorogénico associado à presença de plumas mantélicas e dos ponto quentes que lhes estão associados. Embora maior parte da atividade vulcânica global ocorra nas margens das placas, e exista um amplo consenso entre os geólogos de que esta atividade é bem explicada pela teoria da tectónica de placas, as origens da atividade vulcânica no interior das placas continuam a ser controversas. Os mecanismos que têm sido propostos para explicar o vulcanismo intraplaca incluem plumas mantélicas, movimento não rígido dentro das placas tectónicas (o modelo de placas) e eventos de impacto, sendo provável que diferentes mecanismos sejam responsáveis por diferentes casos de vulcanismo intraplaca.
Os pontos quentes são áreas localizadas da astenosfera, relativamente estacionárias e particularmente quentes, associadas a diapiros mantélicos que se manifestam na crosta terrestre sobrejacente por atividade vulcânica ou, pelo menos, por um aumento da densidade do fluxo de calor. quando suficientemente intenso, este processo origina o vulcanismo intraplaca, também designado por vulcanismo de ponto quente, o qual ocorre normalmente em regiões distantes das margens das placas tectónica. A possibilidade da existência de hotspots como causa do vulcanismo intraplaca foi considerada pela primeira vez pelo geólogo John Tuzo Wilson em 1963.